# Anclado en mi corazón
Anclado en Mi Corazón é o terceiro álbum de estúdio da cantora mexicana Anahí, lançado em 18 de abril de 1997 pelo selo ParaMúsica Records. Gravado na Flórida, o álbum foi produzido por Peter Honerlage. O álbum têm 3 singles "Anclado en Mi Corazón", "Escándalo" e "Salsa Reggae".

## VHS
Em 1997, como parte da divulgação do álbum, foi filmado em formato VHS, intitulado Anclado en mi Corazón, realizado no Teatro Alameda da Cidade do México. Foi filmado e produzido pela gravadora Paramúsica e Produvisa. Foi produzido por Peter J. Honerlage e dirigido por Eduardo Galindo Pérez, e foi lançado naquele ano. Foram executadas as músicas do álbum, e algumas músicas de seus álbuns anteriores, como "Por Volverte Verte" e "Corazón de Bombom", incluída em seu álbum Hoy es mañana (1996), o material teve duração de 50 minutos e dez músicas executadas.

## Faixas
| N.º            | Título                                     | Compositor(es)       | Duração |  |
| 1.             | "Salsa Reggae"                             | Rubén Amado          | 5:01    |  |
| 2.             | "Anclado en Mi Corazón"                    | Amado                | 3:06    |  |
| 3.             | "Para Nada"                                | Amado Juanjo Novaira | 3:57    |  |
| 4.             | "Sexy"                                     | Amado Novaira        | 3:57    |  |
| 5.             | "A un Metro del Suelo"                     | Amado                | 4:07    |  |
| 6.             | "Porción de Amor"                          | Amado Novaira        | 3:57    |  |
| 7.             | "Con los Brazos en Cruz"                   | Amado                | 3:08    |  |
| 8.             | "Química"                                  | Amado                | 3:21    |  |
| 9.             | "Escándalo"                                | Amado                | 3:26    |  |
| 10.            | "Salsa Reggae" (Remix)                     | Amado                | 7:40    |  |
| 11.            | "Anclado en Mi Corazón" (Energy Mix Radio) | Amado                | 4:06    |  |
| Duração total: | Duração total:                             | Duração total:       | 46:00   |  |

| Anclado en mi corazón – VHS |                          |                            |         |  |
| N.º                         | Título                   | Compositor(es)             | Duração |  |
| 1.                          | "Por Volverte A Ver"     | Fredy Comitte Jesus Mendel |         |  |
| 2.                          | "Corazon De Bombon"      | José Ma. Frías             |         |  |
| 3.                          | "Escándalo"              | Rubén Amado                |         |  |
| 4.                          | "Sexy"                   | Rubén Amado Juanjo Novaira |         |  |
| 5.                          | "A Un Metro Del Suelo"   | Amado                      |         |  |
| 6.                          | "Con Los Brazos En Cruz" | Amado                      |         |  |
| 7.                          | "Salsa Reggae"           | Amado                      |         |  |
| 8.                          | "Química"                | Amado                      |         |  |
| 9.                          | "Para Nada"              | Amado Novaira              |         |  |
| 10.                         | "Anclado En Mi Corazón"  | Amado                      |         |  |